# Maria Hrebinecká
Maria Zinovjevna Hrebinecká (1883 Kyjev – 15. srpna 1972 New York) byla ukrajinská a ukrajinsko-americká divadelní herečka a operní zpěvačka (soprán). Je známá díky svým vystoupením v Divadle Mykoly Sadovského, Oděské opeře a Divadle Ruské Besedy ve Lvově.

## Život
Maria Hrebinecká se narodila v roce 1883 v Kyjevě. V letech 1905–1907 studovala na hudebně-dramatické škole Mykoly Lysenka u Oleksandra Myšugy. Byla považována za jednu z nejvýznamnějších pěvkyň Lysenkovy školy. Na doporučení Oleksandra Myszugy se odjela zdokonalit do Milána, kde v letech 1907–1911 studovala zpěv.

## Kariéra
Po ukončení studia v roce 1911 se Hrebinecká stala sólistkou Oděské opery, kde debutovala v roli Oksany v opeře Semena Hulaka-Artemovského Záporožec za Dunajem. Jako sólistka působila v Oděské opeře až do roku 1912. V roce 1914 se Hrebinecká stala sólistkou Divadla Mykoly Sadovského v Kyjevě, kde zpívala všechny sopránové party. Když se Sadovského divadlo v roce 1920 přestěhovalo do Lvova a brzy ukončilo svou činnost, byla Hrebinecká nějakou dobu umělkyní Ruského národního divadla.
V roce 1922 nastoupila do Ukrajinského národního souboru pod vedením Olexandra Košyce. V roce 1922 odcestovala Hrebinecká se souborem do Spojených států a koncertovala s ním až do roku 1924. Ve sboru působil také její bratr Mychajlo Hrebineckyj.
V letech 1923–1928 zpívala Hrebinecká v Lidovém domě v New Yorku. V roce 1931 se spojila s houslistou Romanem Prydatkevyčem a klavíristkou Alisou Korčakovou a vytvořila v New Yorku soubor „Ukrajinské trio“. Sólistkou souboru zůstala až do roku 1934.
Ve třicátých letech se Hrebinecká provdala za Nestora Novovirského.
V roce 1941 absolvovala Večerní střední školu Washingtona Irvinga v New Yorku se zlatou medailí a stipendiem, která se každoročně uděluje nejlépe hodnocenému studentovi maturitního ročníku. Díky tomuto stipendiu mohla studovat na Hunter College, kterou absolvovala v roce 1949.
Téměř 20 let Hrebinetská vyučovala zpěv a klavír v New Yorku v Ukrajinském národním domě a ve studiu Surma Book and Music Company, které v roce 1944 spoluzaložila.
Maria Hrebinecká zemřela 15. srpna 1972 v New Yorku.